# Гиппократ
Гиппокра́т (др.-греч. Ἱπποκράτης, лат. Hippocrates; около 460 года до н. э., остров Кос — около 370 года до н. э., Лариса) — древнегреческий целитель, врач и философ. Вошёл в историю как «отец медицины».
Гиппократ является исторической личностью. Упоминания о «великом враче‑асклепиаде» встречаются в произведениях его современников — Платона и Аристотеля. Собранные в т. н. «Гиппократов корпус» 60 медицинских трактатов (из которых современные исследователи приписывают Гиппократу от 8 до 18) оказали значительное влияние на развитие медицины — как практики, так и науки.
С именем Гиппократа связано представление о высоком моральном облике и этике поведения врача. Клятва Гиппократа содержит основополагающие принципы, которыми должен руководствоваться врач в своей практической деятельности. Произнесение клятвы (которая на протяжении веков значительно видоизменялась) при получении врачебного диплома стало традицией.

## Происхождение и биография
Биографические данные о Гиппократе крайне разрознены и противоречивы. На сегодняшний день существует несколько источников, которые описывают жизнь и происхождение Гиппократа. К ним относятся:
- труды римского врача Сорана Эфесского, родившегося более чем через 400 лет после смерти Гиппократа[10],
- византийский энциклопедический словарь Суда X века,
- произведения византийского поэта и грамматика XII столетия Иоанна Цеца[11][12].

Сведения о Гиппократе встречаются также у Платона, Аристотеля и Галена.
Согласно легендам, Гиппократ по отцу являлся потомком древнегреческого бога медицины Асклепия, а по матери — Геракла. Иоанн Цец даже приводит генеалогическое древо Гиппократа:
- Асклепий
- Подалирий
- Гипполох
- Сострат
- Дардан
- Хризамис
- Клеомиттад
- Теодор
- Сострат II
- Теодор II
- Сострат III
- Небр
- Гносидик
- Гиппократ
- Гераклид
- Гиппократ II «отец медицины»

Хоть данная информация вряд ли достоверна, однако она свидетельствует о том, что Гиппократ принадлежал к роду Асклепиадов. Асклепиады являлись династией врачей, притязавшей на происхождение от самого бога медицины.
Гиппократ родился около 460 года до н. э. на острове Кос в восточной части Эгейского моря.
Из произведений Сорана Эфесского можно судить о семье Гиппократа. Согласно его трудам, отцом Гиппократа был врач Гераклид, матерью — Фенарета. (По другой версии, имя матери Гиппократа было Пракситея.) У Гиппократа было два сына — Фесалл и Драконт, а также дочь, чей муж Полиб, согласно древнеримскому врачу Галену, стал его преемником. Каждый из сыновей назвал своего ребёнка в честь знаменитого деда Гиппократом.

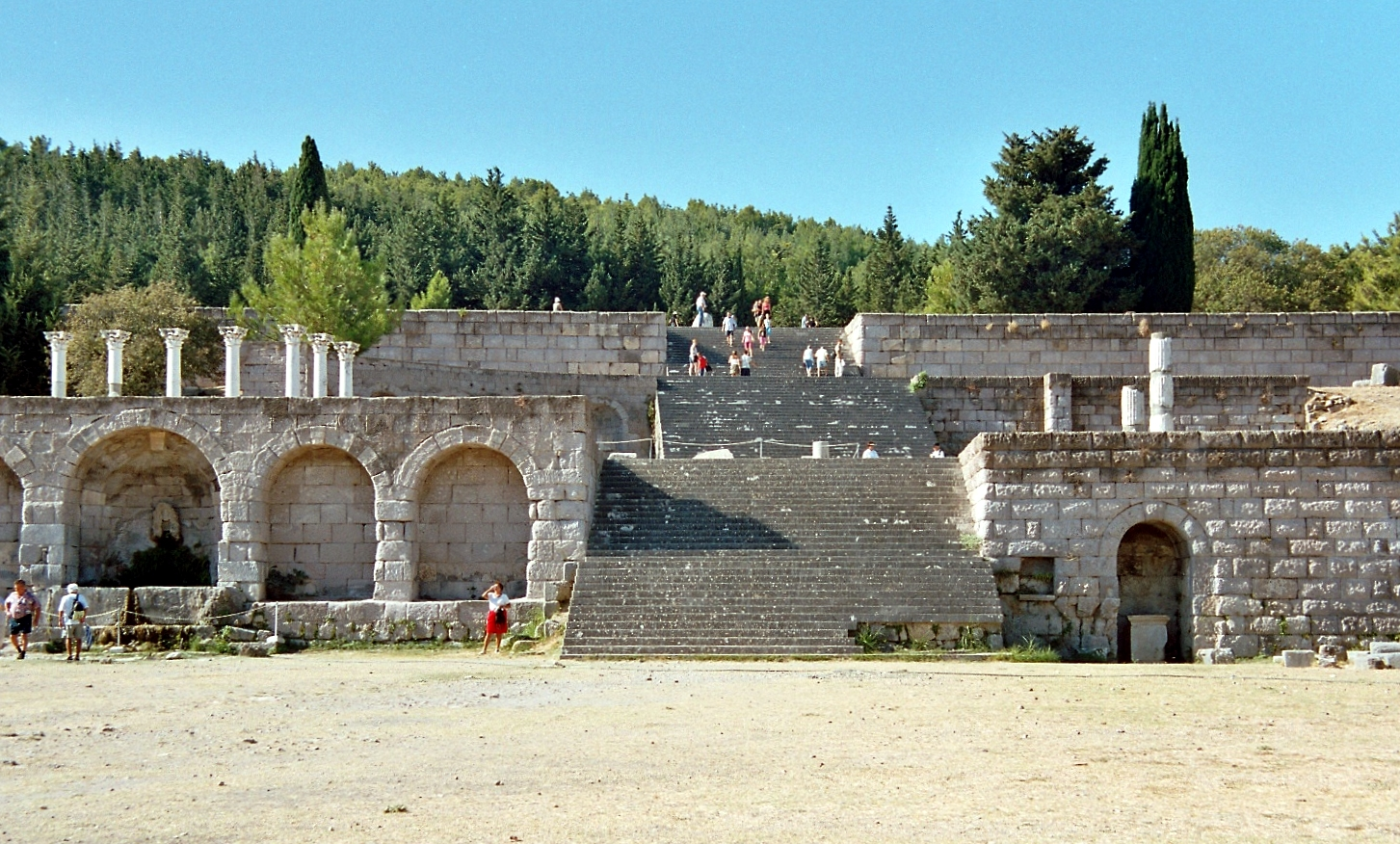
Руины косского асклепиона — храма бога медицины Асклепия, в котором лечили людей и собирали медицинские знания

В своих трудах Соран Эфесский пишет, что изначально медицине Гиппократа обучали в асклепионе Коса его отец Гераклид и дед Гиппократ — потомственные врачи-асклепиады. Он прошёл обучение также у знаменитого философа Демокрита и софиста Горгия. С целью научного усовершенствования Гиппократ также много путешествовал и изучил медицину в разных странах по практике местных врачей и по таблицам, которые вывешивались на стенах храмов Асклепия. Упоминания о легендарном враче от современников встречаются в диалогах Платона «Протагор» и «Федр», а также в «Политике» Аристотеля.
Всю свою продолжительную жизнь Гиппократ посвятил медицине. Среди мест, где он лечил людей, упоминаются Фессалия, Фракия, Македония, а также побережье Мраморного моря. Умер он в преклонном возрасте в городе Ларисе, где ему был установлен памятник.

## Гиппократов корпус

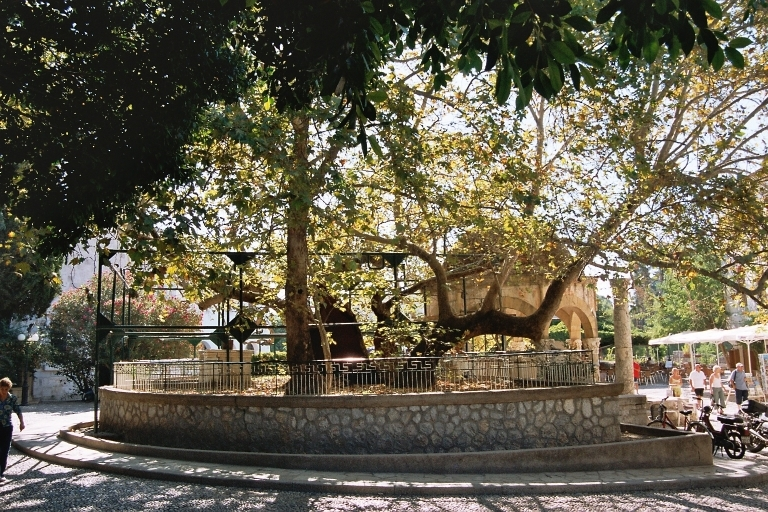
Платан на острове Кос, под которым, по преданию, работал Гиппократ

Имя Гиппократа, заложившего основы медицины как науки, связано с разнородной коллекцией медицинских трактатов, известной как Гиппократов корпус. Подавляющее большинство сочинений Корпуса было составлено между 430 и 330 годами до н. э. Они были собраны в эллинистическое время, в середине III века до н. э. в Александрии.  Состоящий из примерно
60 сочинений, Корпус провозглашал радикально новую концепцию медицины.

## Учение
Учение Гиппократова корпуса в литературе неотделимо от имени Гиппократа. При этом не все, а только некоторые трактаты Корпуса принадлежат непосредственно Гиппократу. В связи с невозможностью выделить непосредственный вклад «отца медицины» и противоречиями исследователей об авторстве того или иного трактата, в большинстве современной медицинской литературы всё наследие Корпуса приписывается Гиппократу.
Гиппократ одним из первых учил, что заболевания возникают вследствие природных причин, отвергая существовавшие суеверия о вмешательстве богов. Он выделил медицину в отдельную науку, отделив её от религии, за что и вошёл в историю как «отец медицины». В произведениях Корпуса присутствуют одни из первых прообразов «историй болезни» — описания течения заболеваний.
Учение Гиппократа состояло в том, что заболевание является не наказанием богов, а последствием природных факторов, нарушения питания, привычек и характера жизни человека. В сборнике Гиппократа нет ни одного упоминания о мистическом характере в происхождении болезней. В то же время учение Гиппократа во многих случаях основывалось на неверных предпосылках, ошибочных анатомических и физиологических данных, учении о жизненных соках.
В Древней Греции времён Гиппократа существовал запрет на вскрытие человеческого тела. В связи с этим врачи имели весьма поверхностные знания об анатомии и физиологии человека. Также в то время существовали две соперничающие между собой медицинские школы — косская и книдская. Книдская школа фокусировала своё внимание на вычленении того или иного симптома, в зависимости от чего и назначалось лечение. Косская школа, к которой принадлежал Гиппократ, пыталась найти причину заболевания. Лечение состояло в наблюдении за больным, созданием такого режима, при котором организм сам бы справился с болезнью. Отсюда и один из основополагающих принципов учения «Не навреди».

### Темпераменты
Гиппократу медицина обязана появлением учения о темпераменте человека. Согласно его учению, общее поведение человека зависит от соотношения четырёх соков (жидкостей), циркулирующих в организме, — крови, желчи, чёрной желчи и слизи (флегмы, лимфы).
- Преобладание желчи (греч. χολή, холи, «желчь, яд») делает человека импульсивным, «горячим» — холериком.
- Преобладание слизи (греч. φλέγμα, флегма, «мокрота») делает человека спокойным и медлительным — флегматиком.
- Преобладание крови (лат. sanguis, сангвис, сангуи, «кровь») делает человека подвижным и весёлым — сангвиником.
- Преобладание чёрной желчи (греч. μέλαινα χολή, мелена холи, «чёрная желчь») делает человека грустным и боязливым — меланхоликом.

В произведениях Гиппократа имеются описания свойств сангвиников, холериков, флегматиков и очень беглое — меланхоликов. Выделение типов телосложения и душевного склада имело практическое значение: установление типа связывалось с диагностикой и выбором метода лечения больных, так как по Гиппократу каждый тип предрасположен к определённым заболеваниям.
Заслуга Гиппократа состоит в выделении основных типов темперамента, в том, что он, по словам И. П. Павлова, «уловил в массе бесчисленных вариантов человеческого поведения капитальные черты».

### Стадийность течения заболеваний
Заслугой Гиппократа также является определение стадийности в протекании различных заболеваний. Рассматривая болезнь как развивающееся явление, он ввёл понятие стадии болезни. Наиболее опасным моментом, согласно Гиппократу, являлся «кризис». Во время кризиса человек либо умирал, либо природные процессы побеждали, после чего его состояние улучшалось. При различных заболеваниях он выделял критические дни — дни от начала болезни, когда кризис был наиболее вероятным и опасным.

### Обследование больных
Заслугой Гиппократа является описание методов обследования больных — аускультации и пальпации. Он обстоятельно изучал характер выделений (мокрота, экскременты, моча) при различных заболеваниях. При обследовании больного он уже пользовался такими приёмами, как перкуссия, аускультация, пальпация, конечно, в самой примитивной форме.

### Вклад в хирургию

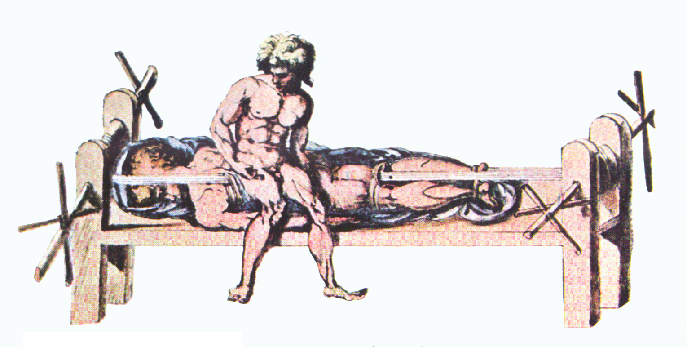
Скамья Гиппократа

Гиппократ также известен как выдающийся хирург древности. В его сочинениях описываются такие способы применения повязок как простые, спиральные, ромбовидные, «шапочка Гиппократа» и др., лечения переломов и вывихов с помощью вытяжения и специальных аппаратов (скамья Гиппократа), лечения ран, фистул, геморроя, эмпием.
Кроме этого Гиппократ описал правила положения хирурга и его рук во время операции, размещения инструментов, освещение при операции.

### Диетология
Гиппократ изложил принципы рациональной диетологии и указал на необходимость кормить больных, даже лихорадочных. С этой целью указал на необходимые диеты при различных заболеваниях.

## Медицинская этика и деонтология
С именем Гиппократа связано представление о высоком моральном облике и этике поведения врача. Он стал первым, кто сформулировал морально-этические нормы доктора. Согласно Гиппократу, врачу должны быть присущи трудолюбие, приличный и опрятный вид, постоянное совершенствование в своей профессии, серьёзность, чуткость, умение завоевать доверие больного, умение хранить врачебную тайну.

### «Клятва Гиппократа»

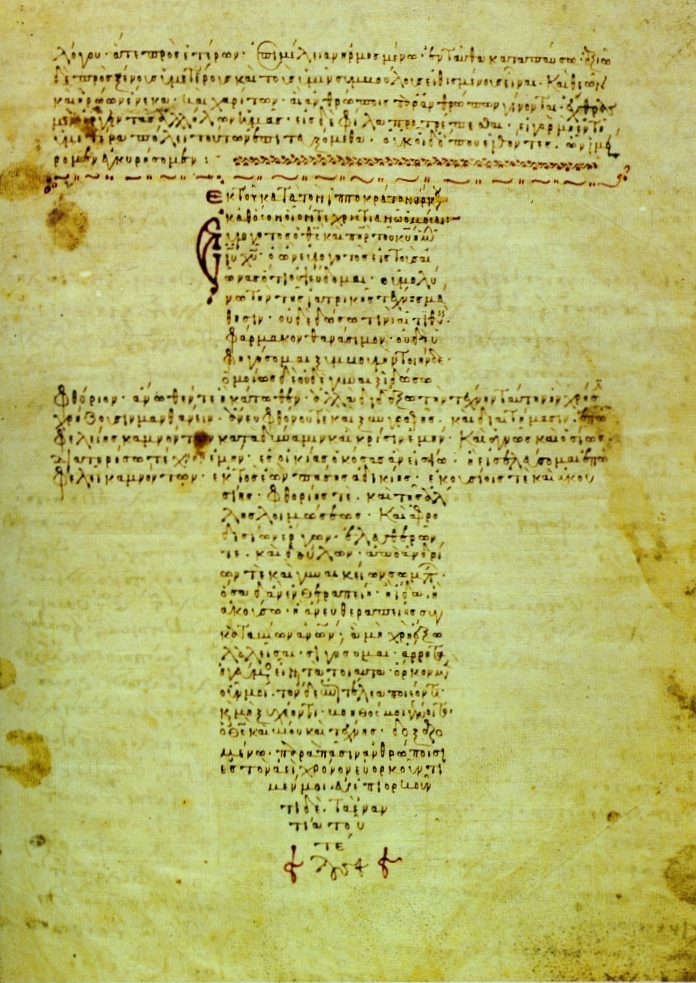
Византийская рукопись клятвы Гиппократа в форме креста. XII век

«Клятва» (др.-греч. Ὅρκος, лат. Jusjurandum) является первым сочинением Гиппократова корпуса. Она содержит несколько принципов, которыми обязан руководствоваться врач в своей жизни и профессиональной деятельности:
1. Обязательства перед учителями, коллегами и учениками[35]: Считать научившего меня этому искусству равным моим родителям, делиться с ним средствами и при необходимости помогать ему в нуждах, потомство его принимать как братьев и, по их желанию, учить их этому искусству, безвозмездно и без договора; наставления, устные уроки и всё прочее в учении сообщать моим сыновьям, сыновьям моего учителя и ученикам, связанным обязательством и принесшим клятву по закону врачебному, но никому другому.
2. Принцип непричинения вреда[35]: Я направлю режим больных им на пользу, сообразно моим силам и разумению, воздерживаясь от причинения какого-либо вреда или несправедливости.
3. Отказ от эвтаназии и абортов[35]: Я не дам никому просимого смертельного средства и не укажу пути к такой цели, равно как и ни одной женщине не вручу абортивного пессария.
4. Отказ от интимных связей с больными[35]: В какой бы дом я ни вошёл, я войду туда для пользы больного, будучи далёк от всего умышленно неправедного и пагубного, особенно от любовных дел...
5. Сохранение врачебной тайны[35]: Что бы при лечении, а также и вне лечения я ни увидел или ни услышал о жизни людей такого, чего не следует болтать, о том я умолчу, считая всё это постыдным для разглашения.

### Оплата врачебного труда
Вопрос об оплате врачебного труда в современном обществе является довольно актуальным.
При этом имеются две кардинально противоположные точки зрения об отношении самого Гиппократа к данному вопросу. С одной стороны, многие уверены, что согласно клятве Гиппократа врач обязан предоставлять помощь бесплатно. Оппоненты, ссылаясь на того же Гиппократа, приводят легенду о лечении некоего Анахерсита, согласно которой Гиппократ, оказав больному первую помощь, поинтересовался у родственников, способны ли те заплатить за выздоровление больного. Услышав отрицательный ответ, он предложил «дать бедолаге яда, чтобы тот долго не мучался».
Ни одно из двух устоявшихся мнений не основано на достоверной информации. В клятве Гиппократа ничего не сказано об оплате труда врача. Также в сочинениях Гиппократовского корпуса, посвящённых медицинской этике и деонтологии, информация о лечении бедного больного Анахерсита отсутствует. Соответственно, её можно воспринимать лишь как легенду.
В произведениях Гиппократова корпуса присутствует несколько фраз, благодаря которым можно предположить отношение самого Гиппократа к данному вопросу:

Всё, что ищется для мудрости, всё это есть и в медицине, а именно презрение к деньгам, совестливость, скромность, простота в одежде...
— Гиппократ, «О благоприличии 5.»

Если ты поведёшь сначала дело о вознаграждении — ведь и это имеет отношение ко всему нашему делу, — то, конечно, наведёшь больного на мысль, что, если не будет сделано договора, ты оставишь его или будешь небрежно относиться к нему и не дашь ему в настоящий момент совета. Об установлении вознаграждения не следует заботиться, так как мы считаем, что обращать на это внимание вредно для больного, в особенности при остром заболевании: быстрота болезни, не дающая случая к промедлению, заставляет хорошего врача искать не выгоды, а скорее приобретения славы. Лучше упрекать спасённых, чем наперёд обирать находящихся в опасности.— Гиппократ, «Наставления 4.»

А иногда лечил бы и даром, считая благодарную память выше минутной славы. Если же случай представится оказать помощь чужестранцу или бедняку, то таким в особенности должно её доставить, ибо где любовь к людям, там и любовь к своему искусству.
— Гиппократ, «Наставления 6.»
Согласно вышеприведённым цитатам, предложение «а иногда лечил бы и даром, считая благодарную память выше минутной славы» лучше всего отражает отношение Гиппократа к вопросу об оплате врачебного труда.

### Внешний и внутренний облик врача
В трудах Гиппократова корпуса большое внимание уделяется внешнему виду врача. Гиппократ подчёркивает, что излишне весёлый врач не вызывает уважения, а излишне суровый теряет необходимое доверие. Согласно Гиппократу, врачу должны быть присущи жажда получения новых знаний, которые необходимо получать у постели больного, внутренняя дисциплина. При этом он должен обладать ясным умом, быть опрятно одетым, в меру серьёзным, проявлять понимание к страданиям больных. Кроме этого, он подчёркивает необходимость постоянного наличия под рукой медицинского инструментария, соответствующие оснащённость и вид врачебного кабинета.

## Крылатые выражения
Многие из выражений Гиппократа стали крылатыми. Несмотря на то, что изначально они написаны на ионийском диалекте древнегреческого языка, часто цитируются на латыни — широко использовавшемся в медицине языке. Более того, современные филологи называют Гиппократа родоначальником афористики.
- Не навреди (лат. Noli nocere) — главная заповедь врача, сформулированная Гиппократом[44].
- Врач лечит, природа исцеляет (лат. Medicus curat, natura sanat) — переведённый на латынь один из афоризмов Гиппократа. Означает, что несмотря на то, что врач назначает лечение, исцеляет всегда природа, которая поддерживает жизненные силы больного[45].
- Жизнь коротка, искусство [долго]вечно (лат. Ars longa, vita brevis) — выражение представляет переформулированное Сенекой на латыни первое предложение «Афоризмов» Гиппократа. Оригинал этого афоризма Гиппократа выглядит так: «Ο βίος βραχύς, η τέχνη μακρή, ο καιρός οξύς, η πείρα σφαλερή και η κρίσις χαλεπή» (Жизнь коротка, (медицинское) искусство протяжённо, случай быстротечен, опыт обманчив, а суждение — трудно). Изначально Гиппократ подчёркивал, что не хватит и всей жизни для того, чтобы постичь великую науку медицины[46].
- Медицина — благороднейшая из всех наук (лат. Omnium artium medicina nobilissima est)[47].
- «Огнём и мечом» — перефразированный афоризм «Чего не излечивают лекарства, излечивает железо; чего не излечивает железо, излечивает огонь» (лат. Quae medicamenta non sanant, ferrum sanat; quae ferrum non sanat, ignis sanat)[48].
- «Противоположное излечивается противоположным» (лат. Contraria contrariis curantur) — один из афоризмов Гиппократа. На данном принципе основана современная медицина[49]. Основоположник гомеопатии Самюэль Ганеман предложил лечить «подобное — подобным», противопоставив гомеопатию той медицине, которая лечит «противоположное противоположным», назвав её аллопатией.

## Легенды

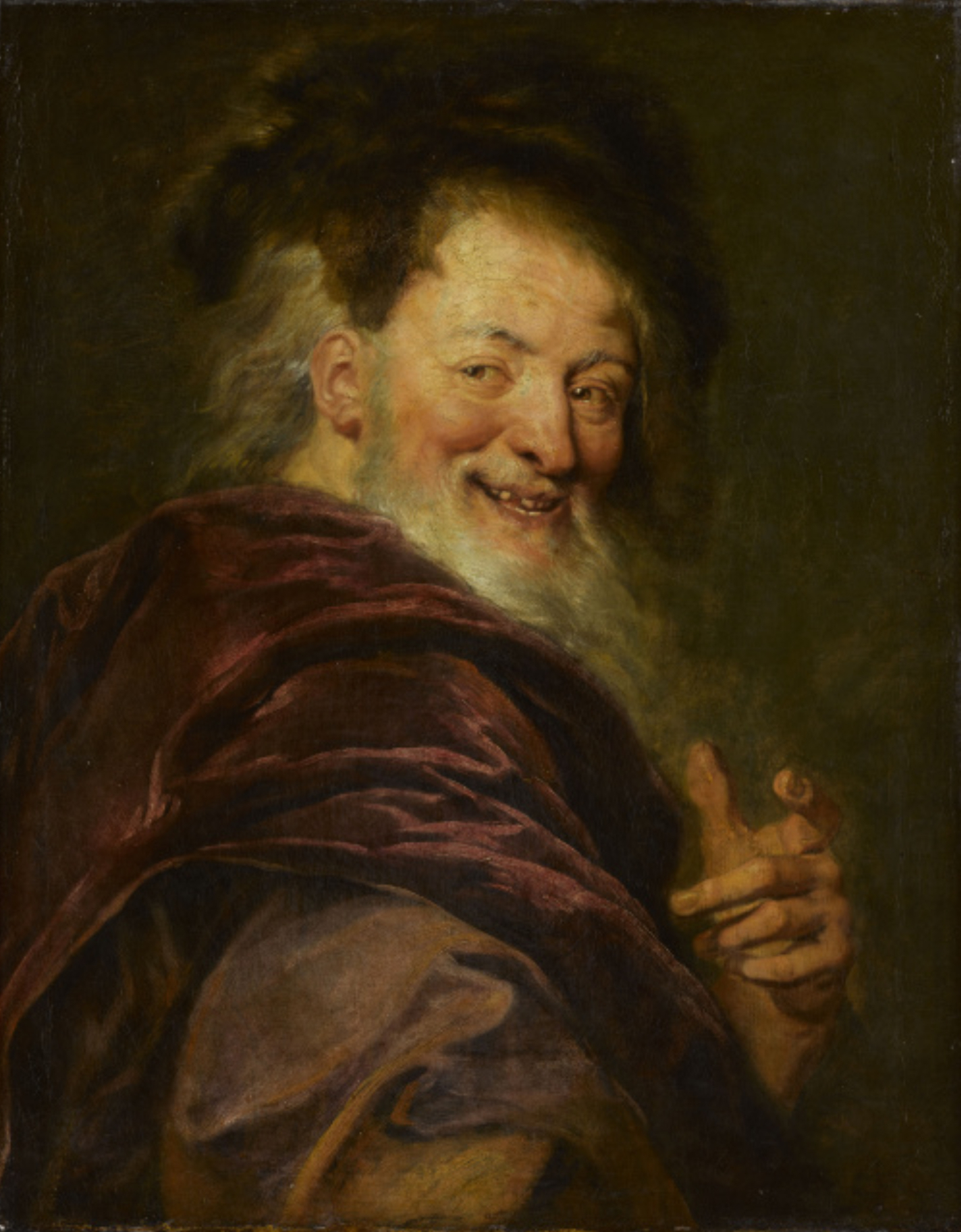
Демокрит — древнегреческий философ, которому Гиппократ, по преданию, провёл первую психиатрическую экспертизу

Из современников, Платон и Аристотель в своих сочинениях упоминают «самого великого врача-асклепиада Гиппократа». Благодаря дошедшему до наших дней сборнику трудов «Гиппократова корпуса», из которого лишь некоторые сочинения современные исследователи приписывают самому Гиппократу, можно судить о его учении.
Множество легенд и историй о жизни Гиппократа имеют неправдоподобный характер и не подтверждаются современными историками. Схожие предания существуют о другом знаменитом враче Авиценне, что также подтверждает их легендарный характер. К ним можно отнести легенду о том, как Гиппократ приехав в Афины, в которых свирепствовала чума, провёл ряд мероприятий, после которых эпидемия прекратилась. Согласно другой легенде при лечении царя Македонии Пердикки II Гиппократ диагностировал у него аггравацию — неумышленное преувеличение своего болезненного состояния.

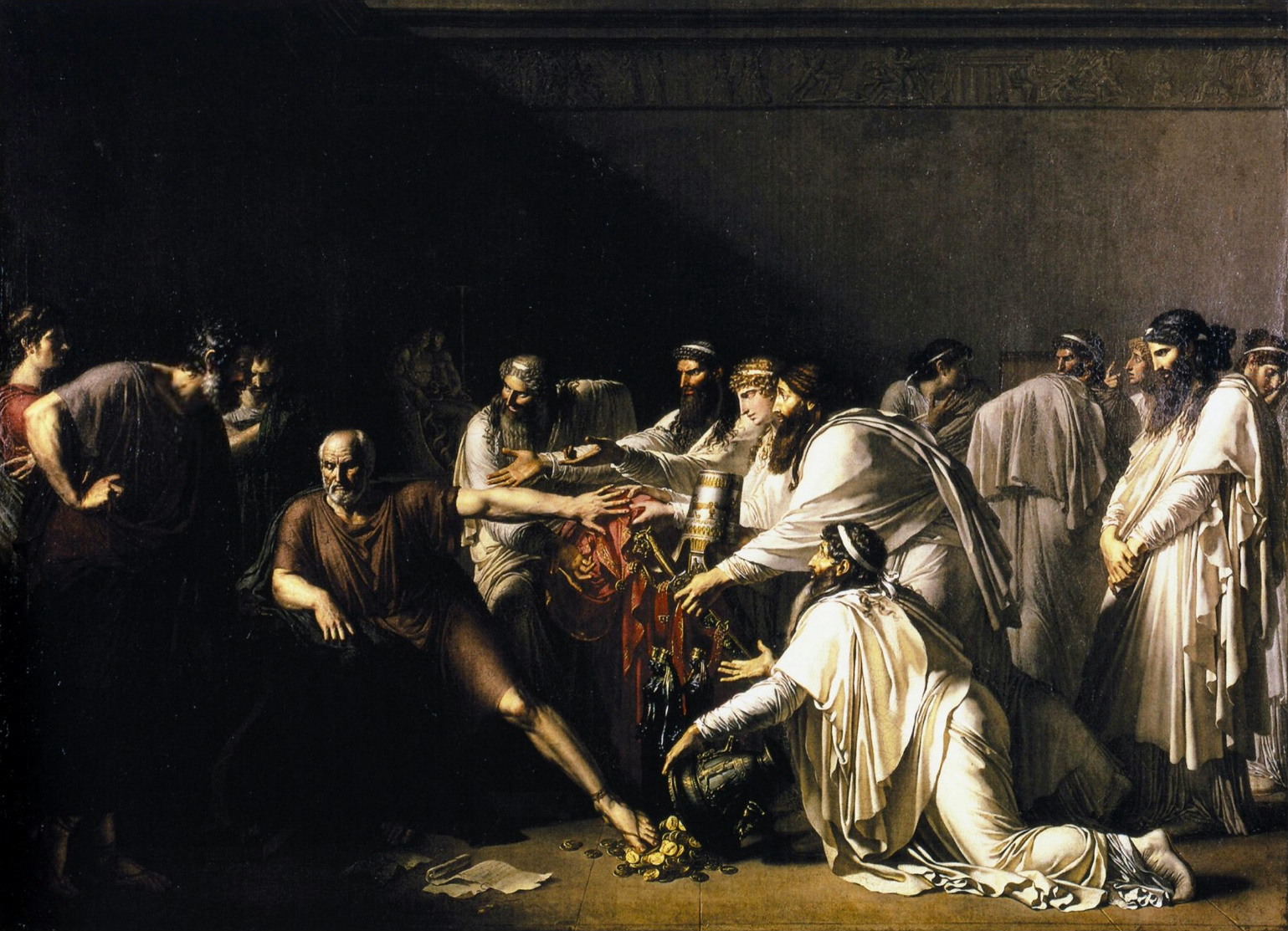
«Гиппократ отказывает послам Артаксеркса». Картина Жироде-Триозона

К другим неподтверждённым историям следует отнести отказ Гиппократа покинуть Грецию и стать личным придворным лекарем царя империи Ахеменидов Артаксеркса. Согласно ещё одной легенде, граждане фракийского города Абдер пригласили Гиппократа для лечения знаменитого древнегреческого философа Демокрита, посчитав того умалишённым. Демокрит без видимой причины разражался смехом, настолько смешными казались ему человеческие дела на фоне великого мирового порядка. Гиппократ встретился с философом, но постановил, что Демокрит абсолютно здоров как физически, так и психически, и помимо этого заявил, что тот является одним из умнейших людей, с которыми ему приходилось общаться. Эта история является первым упоминанием, когда общество потребовало подвергнуть человека медицинскому освидетельствованию на предмет «ненормальности».
В противоположность преданиям, которые описывают Гиппократа идеальным врачом, умнейшим и принципиальным человеком, Соран Эфесский приводит легенду о постыдном поступке, приписываемом Гиппократу, согласно которой он якобы сжёг асклепион (медицинский храм, где одновременно врачевали и поклонялись богу медицины Асклепию) книдской школы, соперничавшей с косской. Византийский грамматик XII столетия Иоанн Цец трансформирует данную легенду об этом поступке. Согласно его сочинениям, Гиппократ сжёг храм не соперничающей книдской школы, а собственной косской, с тем, чтобы уничтожить накопленные в нём медицинские знания, оставшись таким образом единственным их обладателем. Сюжет, повествующий об обезумевшем обладателе неких знаний, уничтожающем коллекцию текстов или волшебных предметов, дабы остаться единственным обладателем сакральной тайны, неоднократно встречается в мифологии (не только греческой).

## Современные медицинские термины, в которых присутствует имя Гиппократа

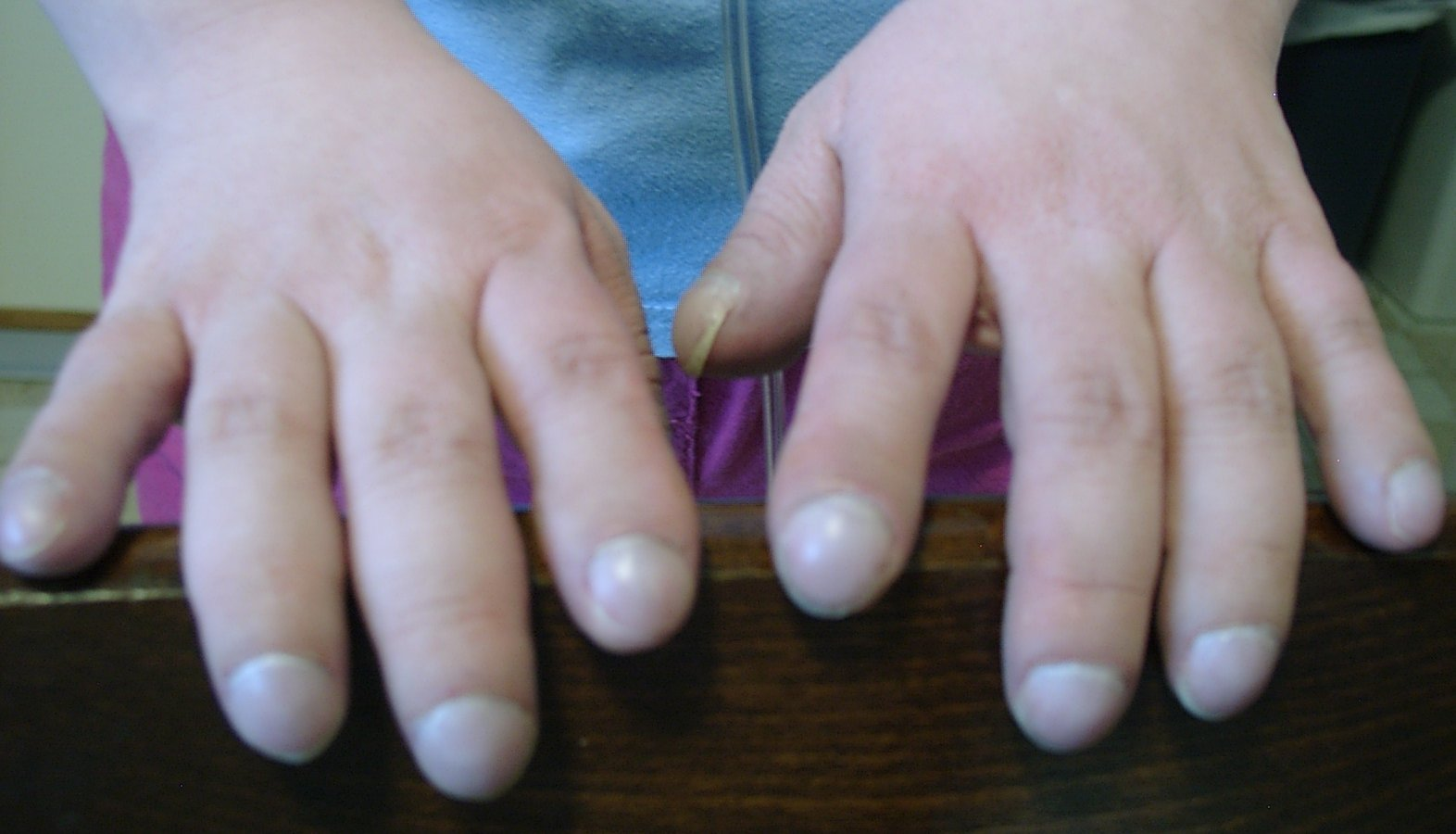
Пальцы в виде «барабанных палочек» с ногтями в виде «часовых стёкол» (ногти Гиппократа)

В медицине, по прошествии 2,5 тысяч лет после Гиппократа, используются термины, связанные с его именем.

### Ноготь Гиппократа
Своеобразная деформация ногтей, более известная под названием «ногти в виде часовых стёкол».

### Шум плеска Гиппократа
Шумом плеска Гиппократа (лат. succussio Hippocratis) называется звук, выслушиваемый при гидропневмотораксе, то есть при одновременном наличии в полости плевры газа и жидкости. Он выслушивается, если захватить обеими руками плечи больного и быстро, энергично встряхивать верхнюю половину его тела.

### Маска Гиппократа
Термин «маска Гиппократа» стал крылатым, обозначая лицо умирающего больного. Впервые основные черты лица больного в крайне тяжёлом состоянии описаны в сочинении Гиппократова корпуса «Прогностика»:
Нос острый, глаза впалые, виски вдавленные, уши холодные и стянутые, мочки ушей отвороченные, кожа на лбу твёрдая, натянутая и сухая, и цвет всего лица зелёный, чёрный или бледный, или свинцовый.

### Вправление вывиха плеча по методу Гиппократа
Пострадавший лежит на спине. Хирург садится со стороны вывиха лицом к больному и берёт повреждённую руку за предплечье выше запястья. После этого вставляет средний отдел одноимённой с вывихнутой рукой стопы в подмышечную ямку. При этом наружный край среднего отдела стопы упирается в боковую поверхность грудной клетки, а внутренний — в медиальную поверхность верхней трети плеча. Образуется двусторонний рычаг, коротким плечом которого являются головка и верхняя часть плечевой кости, а длинным — средняя и нижняя трети плеча. Хирург начинает постепенно, без рывков, наращивать силу тяги по оси руки с приведением её к туловищу. В это время по принципу действия рычага головка плечевой кости постепенно выводится в суставную поверхность лопатки и становится на место. Плечевой сустав приобретает нормальную форму, восстанавливаются пассивные движения. После этого производится иммобилизация сустава.

### Шапочка Гиппократа
Представляет собой повязку на голову. Накладывается с помощью двуглавого бинта или двух отдельных бинтов. Одним бинтом всё время делают циркулярные обороты через лоб и затылок, укрепляя ходы второго бинта, прикрывающей свод черепа от средней линии вправо и влево. Концы бинта связывают в затылочной области.

## Издания

Magni Hippocratis medicorum omnium facile principis, opera omnia quae extant, 1657

### Переводы
Русские:
- Афоризмы Гиппократа. / Пер. П. Шюца. — СПб., 1848. — 229 с.
- Гиппократ. Сочинения. / Пер. В. И. Руднева, комм. В. П. Карпова.
  - [Кн.1]. Избранные книги. — М.: Биомедгиз, 1936. — 736 с. — 10 200 экз. (включает сочинения: «Клятва», «Закон», «О враче», «О благоприличном поведении», «Наставления», «Об искусстве», «О древней медицине», «Об анатомии», «О сердце», «О железах», «О природе человека», «О здоровом образе жизни», «О семени и природе ребёнка», «О ветрах», «О воздухах, водах и местностях», «Прогностика», «Эпидемии», книги 1 и 3, «О диете при острых болезнях», «О внутренних страданиях», «О священной болезни», «О врачебном кабинете», «О переломах», «О ранах головы», «О геморроидах», «О зрении», «О женских болезнях», «О прорезывании зубов», «Афоризмы»)
    - переизд.: М.: Сварог. 1994. — 736 с. — 15 000 экз.

  - Кн. 2. — М.: Медгиз. 1944. — 512 с. — 3000 экз. (включает сочинения: «О страданиях», «О диэте при острых болезнях». Дополнение, «О болезнях», 4 книги, «Эпидемии», книги 2, 4—7, «Об употреблении жидкостей», «О влагах», «Предсказания», 2 книги, «Косские прогнозы», «О кризисах», «О критических днях», «О мускулах», «О неделях», «О диэте», 4 книги, «О пище»)
  - Кн. 3. — М.: Медгиз. 1941. — 364 с. — 3000 экз. (включает сочинения: «О ранах», «О суставах», «О рычаге или О вправлении суставов», «О природе костей», «О фистулах», «О местах в человеке», «О женской природе», «О бесплодных женщинах», «О женских болезнях», книга 2, «О сверхоплодотворении», «О семимесячном плоде», «О восьмимесячном плоде», «О вырезывании умершего в утробе плода», «О болезнях молодых девушек», письма, постановления, речи, указатели)

Английские:
- В серии «Loeb classical library» сочинения изданы в 8 томах (№ 147—150, 472, 473, 477, 482) с приложением в том IV «О мире» Гераклита.

Французские:
- Издание в серии «Collection Budé» не завершено. Hippocrate:
  - Tome II, 1re partie: L’Ancienne médecine. Texte établi et traduit par J. Jouanna. 2e tirage 2003. 272 p.
  - Tome II, 2e partie: Airs, eaux, lieux. Texte établi et traduit par J. Jouanna. 2e tirage 2003. 452 p.
  - Tome II, 3e partie: La Maladie sacrée. Texte établi et traduit par J. Jouanna. 2003. CXXXVIII, 194 p.
  - Tome IV, 3e partie: Epidémies V et VII. Texte établi et traduit par J. Jouanna, annoté par J. Jouanna et M. D. Grmek. 2e tirage 2003. CXLVIII, 463 p.
  - Tome V, 1re partie: Des vents — De l’art. Texte établi et traduit par J. Jouanna. 2e tirage 2003. 352 p.
  - Tome VI, 1re partie: Du régime. Texte établi et traduit par R. Joly. 2e tirage 2003. XXXVI, 253 p.
  - Tome VI, 2e partie: Du régime des maladies aiguës. — Appendice. — De l’aliment. — De l’usage des liquides. Texte établi et traduit par R. Joly. 2e tirage 2003. 257 p.
  - Tome VIII: Plaies, nature des os, coeur, anatomie. Texte établi et traduit par M.-P. Duminil. 2e tirage 2003. 304 p.
  - Tome X, 2e partie: Maladies II. Texte établi et traduit par J. Jouanna. 2e tirage 2003. 398 p.
  - Tome XI: De la génération. — De la nature de l’enfant.- Des maladies IV. — Du foetus de huit mois. Texte établi et traduit par R. Joly. 2e tirage 2003. 385 p.
  - Tome XII, 1re partie: Nature de la femme. Texte établi et traduit par F. Bourbon. 2008. 528 p.
  - Tome XIII : Des lieux dans l’homme- Du système des glandes. — Des fistules. — Des hémorroïdes. — De la vision. — Des chairs. — De la dentition. Texte établi et traduit par R. Joly. 2e tirage 2003. 318 p.

### Исследования
- Вольский С. Ф. Об Гиппократе и его учении. С пер. на рус. яз. трех главнейших и подлинных его книг. — СПб., 1840. — 251 с.
- Козлов А. М., Косарев И. И. Гиппократ и морально-этические проблемы медицины: Уч. пособие. М.: I ММИ. 1983. — 84 с. — 1000 экз.
- Жак Ж. Гиппократ. / Пер. с фр. (Серия «След в истории»). Ростов-на-Дону: Феникс. 1997. 457 с.
- Солопова М. А. Vita brevis: к толкованию первого афоризма Гиппократа // Философский журнал. — 2012. — № 1 (8). — С. 5—25.
- Carolin M. Oser-Grote: Aristoteles und das Corpus Hippocraticum. Die Anatomie und Physiologie des Menschen. Steiner, Stuttgart 2004, — 349 с. ISBN 3-515-06823-6.
- Temkin, Owsei (1991), Hippocrates in a world of pagans and Christians, Baltimore: Johns Hopkins University Press, ISBN 0-8018-4090-2
- Goldberg, Herbert S. (1963), Hippocrates, Father of Medicine, New York: Franklin Watts
- Heidel, William Arthur (1941), Hippocratic Medicine: Its Spirit and Method, New York: Columbia University Press

## Память
В 1970 году Международный астрономический союз присвоил имя Гиппократа кратеру на обратной стороне Луны.

## В художественной литературе
Жизни и врачебной практике Гиппократа посвящён исторический роман канадского нейрохирурга Уайлдера Пенфилда «Факел» (The Torch), впервые опубликованный в 1960 году (рус. пер. 1964 г.).